# Résolution 1069 du Conseil de sécurité des Nations unies
La résolution 1069 du Conseil de sécurité des Nations unies est adoptée à l'unanimité le 30 juillet 1996. Après avoir rappelé les précédentes résolutions sur la Croatie, y compris la résolution 1037 (1996) qui a créé l'Administration transitoire des Nations unies pour la Slavonie orientale, la Baranja et le Srem occidental (ATNUSO) et la résolution 1043 du Conseil de sécurité des Nations unies (1996) autorisant le déploiement d'observateurs militaires, le Conseil de sécurité prolonge le déploiement de 100 observateurs militaires avec l'ATNUSO pour une nouvelle période de six mois, jusqu'au 15 janvier 1997.